# Ndumba
Ndumba ist ein ehemaliges Herrschaftszentrum der Vute in Zentralkamerun.
Als Sitz des Ngrang (Ngila; kamerunischer Herrscher) war es in der zweiten Hälfte des 19. Jahrhunderts ein wichtiges politisches Zentrum, das formell dem verwandten Vute-"Oberhäuptling" (Ngrté) in Linte unterstellt war, faktisch aber den bedeutendsten Machtfaktor bei den Vute-Gesellschaften nördlich des Sanaga darstellte. Seit 1889 bestanden mit dem Besuch des Forschers Hans Tappenbeck dort Beziehungen zur deutschen Kolonialmacht. Kurt Morgen gründete 1891 in der Nähe die kurzlebige Station "Kaiser-Wilhelmsburg".
Kurz nach dem Tod des Ngrang Neyon (1898) wurde der Ort im Zuge des "Wute-Adamaua-Feldzuges" durch die deutsche Schutztruppe besetzt und zerstört und die von ihm abhängigen Vute-Gesellschaften in den Bereich der deutschen Kolonialverwaltung (Bezirk Yoko bzw. Jaunde) einbezogen. Seine frühere exponierte Stellung konnte es nicht mehr wiedergewinnen.
Die Lage des Ortes und damit der Sitz des Ngrang veränderte sich später. Heute nimmt seine Funktion die Stadt Nguila ein.